# Holocentropus stagnalis
Holocentropus stagnalis is een schietmot uit de familie Polycentropodidae. De soort komt voor in het Palearctisch gebied.